# Władysław Adam Majewski
Władysław Adam Majewski (ur. 18 marca 1948 we Wrocławiu) – polski fizyk teoretyk, pracownik naukowy Uniwersytetu Gdańskiego, specjalista w dziedzinie fizyki matematycznej.

## Życiorys
Urodził się w rodzinie Adama i Haliny z domu Liszewskiej. W 1965 roku ukończył I Liceum Ogólnokształcące w Bydgoszczy. W roku 1970 uzyskał dyplom ukończenia Wydziału Matematyczno-Fizyczno-Chemicznego Uniwersytetu Mikołaja Kopernika w Toruniu na kierunku fizyka. Trzy lata później złożył dysertację doktorską, po której obronie zatrudniony został na stanowisku adiunkta na Wydziale Matematyczno-Fizyczno-Chemicznym Uniwersytetu Gdańskiego. W 1985 roku W.A. Majewski uzyskał na Wydziale Fizyki Uniwersytetu Warszawskiego stopień naukowy doktora habilitowanego. W latach 1986–1992 na Wydziale Matematyki i Fizyki UG na stanowisku docenta, a następnie objął etat profesora nadzwyczajnego. W 1997 roku otrzymał tytuł naukowy profesora w dziedzinie nauk fizycznych. Dwa lata później objął funkcję profesora zwyczajnego.
W latach 1987–1991 prof. W.A. Majewski obejmował stanowisko wicedyrektora Instytutu Fizyki Teoretycznej i Astrofizyki UG, a przez kolejne jedenaście lat oraz w 2005–2008 był kierownikiem Zakładu Metod Matematycznych Fizyki UG. Dwa razy powołany został (2002–2005 i 2008–2012) na dziekana Wydziału Matematyki, Fizyki i Informatyki Uniwersytetu Gdańskiego.
Od 1974 roku jest członkiem Polskiego Towarzystwa Fizycznego, w latach 1981–2012 członkiem International Association of Mathematical Physics, od 1992 American Mathematical Society, od 1999 Komitetu Fizyki PAN (w kadencji 2011–2014 członek Prezydium), od 2000 członkiem komitetu redakcyjnego „Reports on Mathematical Physics”.
Zakres badań naukowych prof. Władysława Adama Majewskiego obejmuje struktury teorii kwantów, podania warunku równowagi szczegółowej w algebraicznym ujęciu fizyki statystycznej, analizy wybranych ergodycznych własności nieodwracalnych układów dynamicznych, nowego opisu kwantowych procesów Markowa–Fellera (ich kwantyzacja) w schemacie nieprzemiennych L_p przestrzeni, wprowadzenia definicji kwantowych współczynników Lyapunowa, analizy ich właściwości, opisu stabilności dynamicznej, przedstawienia konstrukcji „ważonych” kwantowych przestrzeni Orlicza, ich zastosowań do opisu kwantowych układów dynamicznych oraz fizyki statystycznej, podania charakterystyki struktury odwzorowań dodatnich.
Prof. Władysław Adam Majewski wypromował 3 doktoraty. Był recenzentem 10 dysertacji doktorskich i 6 habilitacyjnych.
15 września 1979 roku poślubił Gabrielę Marię z domu Konkol. Z tego związku przyszło na świat dwoje dzieci: Adam Aleksander i Julia Magdalena. 

## Odznaczenia
- Srebrny Medal Uniwersytetu Gdańskiego „Bene merito et merenti” (2018)[6]